# مزرعه حمیدیه
مزرعه حمیدیه یک روستا در ایران است که در استان البرز واقع شده‌است. مزرعه حمیدیه ۶۱ نفر جمعیت دارد.